# Santos Dumont (banda)
Santos Dumont es una banda de rock chilena, formada en Concepción, una de las más influyentes dentro de la escena independiente chilena.
De su formación se escindieron destacadas carreras musicales paralelas, de entre las cuales destacan la del cantante Julián Peña, el baterista Iván Molina (Matorral) y el guitarrista Mauricio Melo, todos activos hoy en diversos proyectos.

## Historia

### Primeras publicaciones independientes
Dos experimentados músicos penquistas dieron inicio al grupo. El baterista Iván Molina y el guitarrista Mauricio Melo habían coronado junto a Emociones Clandestinas un interesante recorrido musical, y a fines de 1990 se unieron al bajista Alberto Rojas y al tecladista Marcel Molina para darle forma a un nuevo grupo (el primer bajista, Juan Carlos Medina, no duró más que un par de meses). Devotos creyentes en el modo de trabajo independiente, publicaron primero un par de casetes (Hipnotizándote, en 1991, y Santos city, en 1992), para luego gestionar la edición de Octopus: rock en Concepción (1994), un compilado de bandas penquistas que también incluyó temas de Explanada, Orión, Matapasiones y Machuca. La banda sampedrina "Contradicción" (Sony Music) también fue seleccionada para esta producción, pero finalmente quedó excluida. Para entonces, también el guitarrista Michael Cáceres era parte de Santos Dumont. 
Debutaron en disco compacto con Un día en el ático (y lo que encontramos ahí) (1995), un trabajo eléctrico, de largas canciones evocadoras y románticas, y producción de Carlos Cabezas. Entre esa colección de temas en inglés y español, destacaban los sencillos "Aprende a nadar" y "Esclavo de tus deseos". La banda se ocupó luego en una serie de presentaciones por Santiago y provincias, algunas de ellas como teloneros de sus conciudadanos Los Tres.

### Cambio de vocalista
La salida de Cáceres, a fines de 1995, motivó la búsqueda de un nuevo guitarrista. Se integró entonces Julián Peña Junto a él la banda inició una nueva etapa de excepcional entusiasmo, pese a problemas comerciales que los dejaron fuera del catálogo de EMI. La disquera independiente Fusión se ofreció a financiarles un nuevo álbum y, con la producción de Mauricio Melo e Iván Quiroz, la banda comenzó a fines de 1997 la grabación de su obra más ambiciosa. Similia similibus era una colección de quince composiciones rock de alto vuelo, con timbres hasta entonces inéditos en su trabajo (Chelo, Viola y un corno inglés) y una atractiva lista de invitados, que incluía a instrumentistas de la Orquesta Filarmónica de Santiago, Álvaro Henriquez, Samuel Maquieira (Yajaira), Cristián Schmidt (Elso Tumbay) y Michel Durot (ex Electrodomésticos). Fue la última grabación de la banda junto al tecladista Marcel Molina, quien al poco tiempo se retiró.
Problemas financieros obligaron a aplazar la publicación del álbum una y otra vez. Tanto así que, en junio de 1998 y cansados de tanto desgaste, el grupo anunció su separación.De algún modo, se coló a radios y luego a televisión el estupendo sencillo "Ayer", el cual se convirtió en el tema más exitoso de su carrera. Tanto así, que Warner se interesó en publicar al fin Similia Similibus, y Los Santos Dumont volvieron a las pistas profesionales a mediados de 1999. El disco fue presentado en enero del 2000 —tres años después de su grabación original— en un concierto con apariciones de Álvaro Henríquez, Carlos Cabezas, Jorge González, Roberto "Titae" Lindl y Gonzalo Planet.
Mauricio Melo se ocupó al poco tiempo en la producción del disco debut de Los Bunkers. En mayo del 2001, Los Santos Dumont grabaron un especial del programa Raras tocatas nuevas, en radio Rock & Pop, en el que presentaron nueve canciones nuevas, un cover para "Mi gran noche", de Salvatore Adamo, y una versión punk de "Ayer". El registro fue producido por Álvaro Henríquez, y pretendía delinear lo que sería su tercer álbum (de hecho se editó internamente bajo el título Maximum rock & pop, aunque sólo se repartió entre amigos).

### Separación
De común acuerdo y con varios planes musicales en mente, decidieron su separación en septiembre del 2002. Al mes siguiente, Melo y Molina participaron en la reunión de la formación original de Emociones Clandestinas, un trabajo temporal (en algunas tocatas también colaboró Julián Peña como cantante), por el cual alcanzaron a grabar un demo con tres canciones, antes de volver a separarse.
Mauricio Melo viajó al poco tiempo a México, mientras Iván Molina se ocupó en el trío Matorral. Julián Peña, en tanto, destacó pronto como cantante del combo Ángel Parra Trío, antes de presentar su propia banda, Casanova, la cual debutó en el 2004 con un disco que incluía tres de las composiciones trabajadas en sus tiempos junto a Los Santos Dumont.

### Reunión y proyectos solistas
En febrero del año 2008, el grupo ofreció un concierto de fugaz reunión en La Batuta para el ciclo de verano Viva Conce organizado por el local y por el programa de radio de difusión de rock de Concepción Adictos Al Ruido La reunión se consolidó más formalmente a fines de ese año con las entrevistas y conciertos organizados para la reedición de Similia Similibus.
Julián Peña, ha sido el integrante más exitoso como solista, luego de la separación de su banda Casanova, ha seguido participando en Ángel Parra Trío y en su banda homónima, "Julián Peña", conformada por Iván "Novita" Silva en las guitarras, Leo Saavedra (Primavera de Praga) en los teclados, Juano Cereceda en los bajos y Boris Ramírez (Primavera de Praga) en la batería y ha colaborado en la banda sonora de la película chilena Weekend.
En abril de 2013 lanzaron el EP Santosaurus y el sencillo Gotas de limón, canción antigua de la banda previa a su separación pero grabada para esta ocasión.
En marzo de 2024 se presentaron en el Festival Rock en Conce en el Parque Bicentenario de la ciudad.

## Formación
- Julián Peña, voz y guitarra (1995 – 2002 / 2008)
- Mauricio Melo, voz y guitarra (1990 - 2002 / 2008)
- Alberto Rojas, voz y bajo (1990 - 2002 / 2008)
- Iván Molina, batería (1990 - 2002 / 2008)
- Juan Carlos Medina, bajo (1990)
- Marcel Molina, teclados (1991 - 1998)
- Michael Cáceres, guitarra (1993 – 1995)
- Raúl Morales, teclados (1999 - 2002)
- Rodrigo Otero, guitarra (2001 - 2002)

## Discografía
- 1991 - "Hipnotizandote" (Edición Independiente)
- 1991 - "Me Siento Bien" (Edición Independiente)
- 1992 - "Santoscity" (Edición Independiente)
- 1995 - "Un Día en el Ático (Y lo que Encontramos Allí)" (EMI Odeon)
- 1999 - "Similia Similibus" (Warner Music)
- 2008 - "Similia Similibus (Edición Especial)" (Oveja Negra, Discos Tue Tue)
- 2013 - "Santosaurus Ep" (Beast Discos)
- 2014 - "Doble A" (Hueso Records)
- 2015 - "Santosaurus (Edición Especial)" (Beast Discos)
- 2017 - "Punta de Lobos" (Beast Discos)

## Sencillos
- 1995 - Esclavo de tus deseos
- 2013 - Gotas de limón
- 2014 - Morir de sed